# Dryopteris marginalis
Dryopteris marginalis är en träjonväxtart som först beskrevs av Carolus Linnaeus, och fick sitt nu gällande namn av Gray. Dryopteris marginalis ingår i släktet Dryopteris och familjen Dryopteridaceae. Inga underarter finns listade.

## Bildgalleri

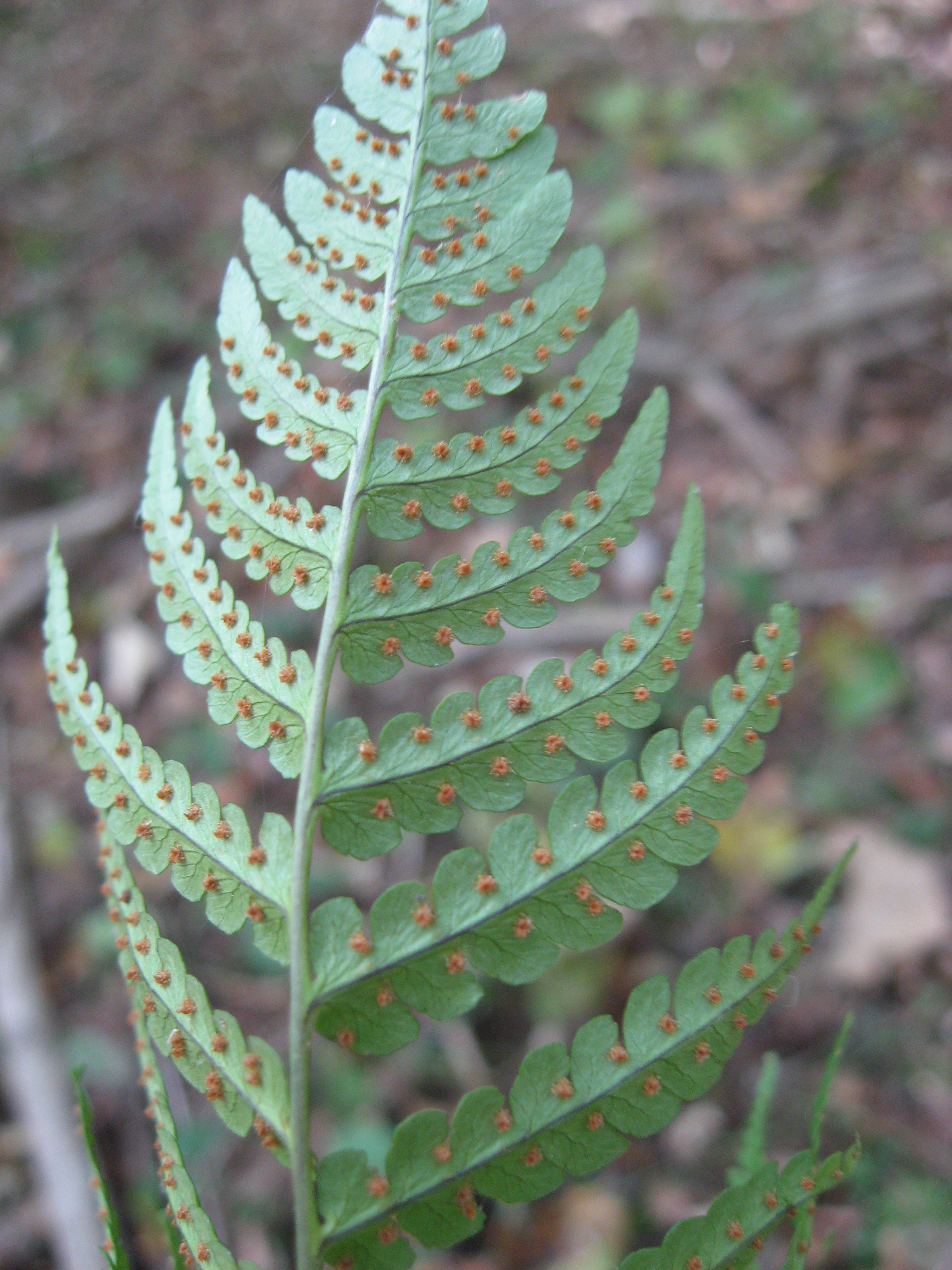
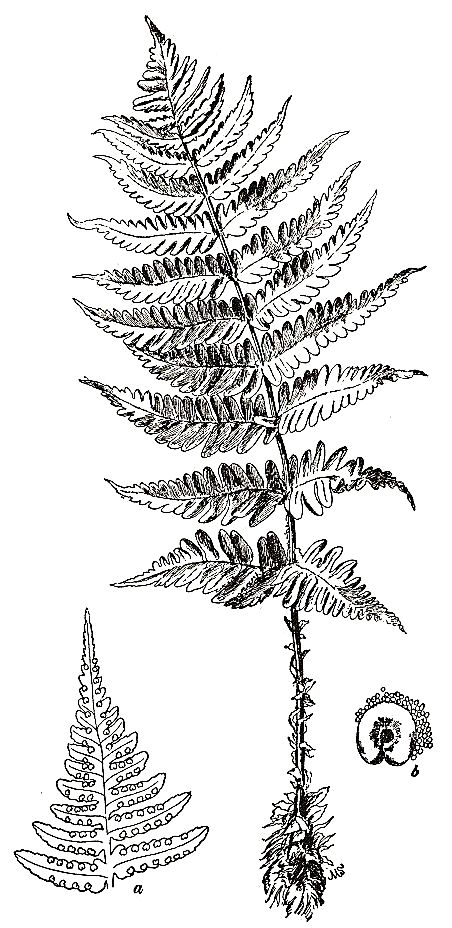